# Debbie Jones-Hunter
Deborah „Debbie“ Jones-Hunter (* 4. Juni 1958 als Deborah Jones) ist eine ehemalige bermudische Leichtathletin, die sich auf den Sprint spezialisiert hat. Sie ist aktuell Inhaberin der Landesrekorde im 200-Meter-Lauf.

## Sportliche Laufbahn
Erste Erfahrungen bei internationalen Meisterschaften sammelte Debbie Jones-Hunter vermutlich bei den CARIFTA Games 1973 in Port of Spain, bei denen sie in 12,2 s die Goldmedaille im 100-Meter-Lauf in der U17-Altersklasse gewann und sich über 200 Meter in 25,9 s die Silbermedaille sicherte. Anschließend belegte sie bei den Zentralamerika- und Karibikmeisterschaften (CAC) in Maracaibo in 12,0 s den vierten Platz über 100 Meter und gelangte mit 24,7 s auf Rang fünf im 200-Meter-Lauf. Im Jahr darauf siegte sie bei den CARIFTA Games in Kingston in 12,3 s und 24,6 s über 100 und 200 Meter in der U17-Altersklasse und sicherte sich in der U20-Altersklasse in 12,0 s und 24,6 s jeweils die Silbermedaille. Zuvor schied sie bei den British Commonwealth Games in Christchurch mit 12,34 s im Vorlauf über 100 Meter aus und schied über 200 Meter mit 24,74 s im Halbfinale aus. Bei den CARIFTA Games 1975 in Hamilton 11,2 s und 23,5 s über 100 und 200 Meter und siegte in 55,4 s auch im 400-Meter-Lauf sowie in 46,8 s in der 4-mal-100-Meter-Staffel. Im August siegte sie bei den CAC-Meisterschaften in Ponce in 11,9 s über 100 Meter und sicherte sich mit der Staffel in 47,4 s die Silbermedaille hinter dem jamaikanischen Team. Daraufhin schied sie bei den Panamerikanischen Spielen in Mexiko-Stadt mit 11,86 s im Vorlauf über 100 Meter aus und schied über 200 Meter mit 23,86 s im Semifinale aus. Zudem belegte sie im Staffelbewerb in 46,00 s den achten Platz. Im Jahr darauf siegte sie bei den CARIFTA Games in Nassau in 11,7 s, 23,6 s und 54,8 s erneut über 100, 200 und 400 Meter und gewann vermutlich im Staffelbewerb die Silbermedaille. Zudem nahm sie im selben Jahr über 100 Meter an den Olympischen Sommerspielen in Montreal teil und ging dort im Viertelfinale nicht mehr an den Start. Zudem begann sie in dieser Zeit ein Studium an der Tennessee State University in den Vereinigten Staaten. Bei den CARIFTA Games 1977 in Bridgetown siegte sie in 11,77 s und 23,49 s über 100 und 200 Meter und sicherte sich über 400 Meter in 54,22 s die Silbermedaille. Vermutlich gewann sie im Staffelbewerb in 46,90 s die Bronzemedaille. Zudem wurde sie als herausragendste Athletin der Spiele mit dem erstmals verliehenen Austin Sealy Award bedacht.
Anschließend trat sie bei keinen internationalen Meisterschaften mehr in Erscheinung. Später wurde sie CEO der Bermuda Anti Doping Authority (BSADA).

## Persönliche Bestzeiten
- 100 Meter: 11,46 s, 15. April 1977 in Knoxville (bermudischer U20-Rekord)
- 200 Meter: 23,05 s, 10. Juni 1977 in Los Angeles (bermudischer Rekord)
  - 200 Meter (Halle): 24,23 s, 29. Februar 1980 in New York City
- 400 Meter: ?